# Vuoskonjaure (Jokkmokks socken, Lappland, 740708-171297)
Vuoskonjaure är en sjö i Jokkmokks kommun i Lappland och ingår i Luleälvens huvudavrinningsområde.